# تيرينس هوكينز
تيرينس هوكينز (بالإنجليزية: Terence Hawkins)‏ (1956، يونيونتاون في الولايات المتحدة)؛ روائي أمريكي. درس في جامعة ييل.